# Ognjen Ožegović
Ognjen Ožegović (in serbo Огњен Ожеговић?; Bosanska Gradiška, 9 giugno 1994) è un calciatore serbo, nato in Bosnia-Erzegovina, attaccante del Sakaryaspor in prestito dal Pari Nižnij Novgorod.

## Caratteristiche tecniche
Prima punta, può giocare anche come esterno d'attacco su tutte e due le fasce.

## Carriera

### Club
Il 30 luglio 2015 firma una doppietta nella partita di Europa League a Torino contro la Sampdoria, sfida vinta 4-0.

### Nazionale
Dopo aver collezionato presenze nella varie nazionali giovanili serbe, il 29 settembre 2016 ha esordito in nazionale maggiore nell'amichevole contro il Qatar, in una nazionale sperimentale fatta quasi esclusivamente da giocatori esordienti: Ožegović ha disputato solo il primo tempo, sostituito nella ripresa da Marko Gobeljić.

## Palmarès

### Club

#### Competizioni nazionali
- Coppa di Serbia: 2

Stella Rossa: 2011-2012
Partizan: 2017-2018